# El Tiempo
El Tiempo är en daglig morgontidning i Colombia med nationell distribution. 

## Historik
Tidningen grundades 1911 av Alfonso Villegas Restrepo. 

## Distribution
El Tiempo publiceras i sex regionala utgåvor: 
- Bogotá
- Caribe (Barranquilla, Cartagena, Santa Marta, Sincelejo, Riohacha och Valledupar)
- Medellín
- Café (Pereira, Manizales, Armenia)
- Cali (Cali, Popayán, Pasto)
- Region, för resten av landet.

El Tiempo är en del av "Grupo de Diarios América" (America Newspaper Group), en organisation med elva ledande dagstidningar från elva latinamerikanska länder.